# Haltestelle Wien Kaiserebersdorf

Die Haltestelle Wien Kaiserebersdorf an der Donauländebahn befindet sich im 11. Wiener Gemeindebezirk, Simmering, direkt an der Grenze zur Nachbarstadt Schwechat. Sie wurde zwischen 1994 und 2002 auf dem Gelände des ehemaligen Bahnhofs Klein-Schwechat errichtet und am 15. Dezember 2002 eröffnet. Bedient wird sie von der Linie S7 der S-Bahn Wien im Verkehrsverbund Ost-Region.

## Linien im Verkehrsverbund Ost-Region
| Linie | Verlauf |
| ----- | --- |
| REX7  | Regionalexpresszüge, vor allem nach Wolfsthal |
| S7    | (Laa an der Thaya –) Mistelbach – Wolkersdorf – Wien Floridsdorf – Wien Handelskai – Wien Traisengasse – Wien Praterstern – Wien Mitte – Wien Rennweg – Wien St. Marx – Wien Geiselbergstraße – Wien Zentralfriedhof – Wien Kaiserebersdorf – Schwechat – Mannswörth – Flughafen Wien – Fischamend – Maria Ellend a.d. Donau – Haslau – Regelsbrunn – Wildungsmauer – Petronell-Carnuntum – Bad Deutsch-Altenburg – Hainburg a.d. Donau Kulturfabrik – Hainburg a.d. Donau Personenbahnhof – Hainburg a.d. Donau Ungartor – Wolfsthal |
| 171   | Ortsverkehr Schwechat |
| 218   | Kaiserebersdorf – Schwechat – Zwölfaxing – Himberg |
| 279   | Kaiserebersdorf – Schwechat – Mannswörth |
| 71B   | Kaiserebersdorf – Zentralfriedhof, 3. Tor |

## Geschichte

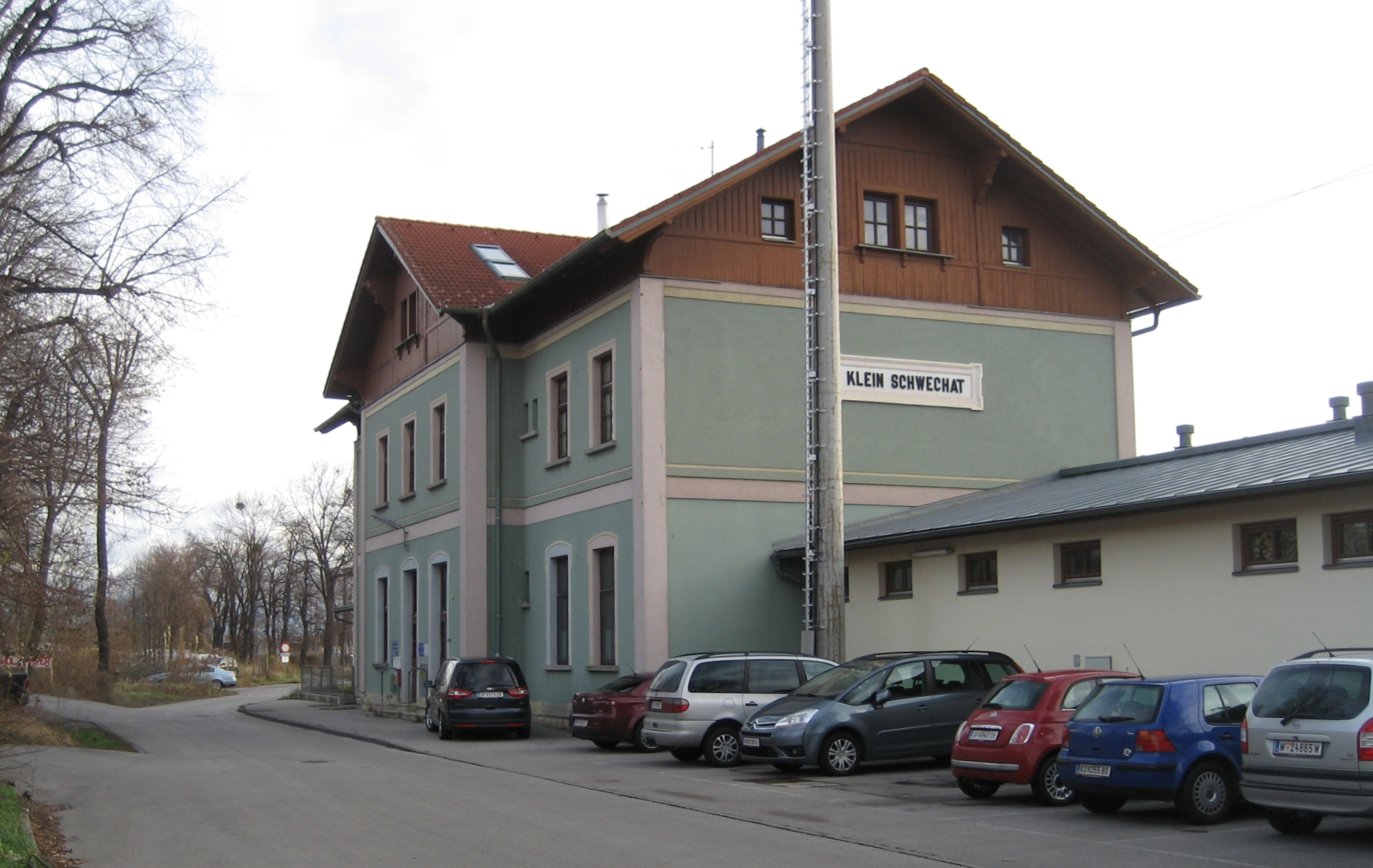
Das immer noch vorhandene Aufnahmsgebäude des ehemaligen Bahnhofs Klein Schwechat

Der Bahnhof Klein-Schwechat wurde am 3. Mai 1872 in Betrieb genommen, als die Donauländebahn eröffnet wurde. Am 1. Juli 1884 übernahm die privilegierte Österreichisch-ungarische Staatseisenbahngesellschaft die hier von der Donauländebahn abzweigende, am 19. Mai 1882 konzessionierte und am 5. Jänner 1884 eröffnete Strecke Klein-Schwechat–Groß-Schwechat–Fischamend–Neusiedl–Schwadorf–Magarethen am Moos–Götzendorf (Ostbahn)–Mannersdorf; 1909 erfolgte die Übernahme durch die k.k. Staatsbahnen.
Kaiser-Ebersdorf (Albern) war im Fahrplan 1901 der Name einer Personenhaltestelle (P.H.) der k.k. Staatsbahnen zwischen dem Bahnhof Klein-Schwechat und der Haltestelle Praterspitz, an der die Donauländebahn in die Donauuferbahn übergeht, damals war die Station in das äußere Netz der Wiener Stadtbahn integriert. Der Personenverkehr wurde 1945 vor der Schlacht um Wien eingestellt und bis heute nicht wieder aufgenommen.
Anfang der 1990er Jahre beschlossen die Wiener und die Niederösterreichische Landesregierung den Ausbau der sogenannten Flughafen-Schnellbahn (S7), mit dem 1994 im Bereich Mannswörth begonnen wurde. Auch der Bahnhof Klein-Schwechat war davon betroffen: Ursprünglich sollte er für den Personenverkehr komplett aufgelassen werden, doch aufgrund von Protesten der Bevölkerung wurde doch eine Haltestelle errichtet. Sie befindet sich nunmehr aber nicht am historischen Standort des Bahnhofsgebäudes von Klein-Schwechat, sondern in direkter Nachbarschaft zur Simmeringer Hauptstraße, der wichtigsten Straßenverbindung von Wien nach Schwechat.
Die neue Station erhielt den Namen Wien Kaiserebersdorf. Sie befindet sich auf dem einstigen Areal des von Wien 1892 eingemeindeten Dorfes, ist allerdings vom Ortskern des Simmeringer Bezirksteils Kaiserebersdorf weit entfernt.
Die Station verfügt über einen Mittelbahnsteig, von dem aus beide Richtungsgleise erreicht werden, und einen Ausgang zur Simmeringer Hauptstraße.
Westlich der Haltestelle folgt ein 24-‰-Gefälle, das in ein im Zuge der Ausbauarbeiten neu errichtetes, 260 m langes Unterwerfungsbauwerk führt. Der kurze Tunnel ermöglicht es, Züge vom Flughafen Richtung Innenstadt und vom Bahnhof Klein-Schwechat, heute nach wie vor ein wichtiger Umschlagplatz für Erdölprodukte, in Richtung Zentralverschiebebahnhof Wien-Kledering und Oberlaa gleichzeitig verkehren zu lassen.
Derzeit halten in Wien Kaiserebersdorf halbstündlich Züge der Linie S7 in beiden Fahrtrichtungen (Floridsdorf ↔ Flughafen bzw. Wolfsthal). Ohne Halt fährt, ebenfalls halbstündlich, der City Airport Train durch.

## Planungen
Bis 1961 verkehrte durch die Simmeringer Hauptstraße die Straßenbahnlinie 72 nach Schwechat. Da sich das Land Niederösterreich damals grundsätzlich weigerte, die drei nach Niederösterreich führenden Straßenbahnlinien anteilig zu finanzieren, wurden solche Linien dann von der Stadt Wien eingestellt. Erhalten blieben aber die Gleise zur 1974 eröffneten Hauptwerkstätte der Wiener Linien an der Simmeringer Hauptstraße (etwa 800 m von der S-Bahn-Station).
In den letzten beiden Jahrzehnten wurde mehrmals zur Diskussion gestellt, wieder Straßenbahnbetrieb von Wien nach Schwechat aufzunehmen. Seit November 2012 verkehrt von Kaiserebersdorf die städtische Autobuslinie 71A nach Schwechat. Sie benützt die Unterführung direkt neben der S-Bahn-Station, hat hier aber keine Haltestelle. 2022 wurden konkrete Pläne veröffentlicht, eine Linie 72 bis nach Schwechat zu bauen, die Bauarbeiten sollen 3 Jahre betragen.